# Lamponata daviesae
Lamponata daviesae là một loài nhện trong họ Lamponidae. Loài này được phát hiện ở Úc.